# Hłuszky (obwód kijowski)
Hłuszky (ukr. Глушки) – wieś na Ukrainie, w obwodzie kijowskim, w rejonie białocerkiewskim, w hromadzie Biała Cerkiew. W 2001 liczyła 502 mieszkańców, spośród których 499 wskazało jako ojczysty język ukraiński, a 3 rosyjski.